# 虞姬镇
虞姬镇，原为虞姬乡，是中华人民共和国安徽省宿州市灵璧县下辖的一个乡镇级行政单位。2021年3月撤乡设镇。

## 行政区划
虞姬镇下辖以下地区：
田万村、凌巷村、范桥村、陈埝村、朱桥村、后桥村、玄庙村、虞姬村、灵光村和黄岗村。